# Melibea Obono
Melibea Obono (Afaetom, Evinayong, 27 de novembre de 1982) és una escriptora, politòloga i activista LGTBI equatoguineana d'ètnia fang, i una investigadora de temes de dona i gènere a l'Àfrica.

## Trajectòria acadèmica
Va estudiar Ciències Polítiques i Periodisme a la Universitat de Múrcia, on va realitzar un mestratge en Cooperació Internacional i Desenvolupament. Treballa com a docent a la facultat de Lletres i Ciències Socials de la Universitat Nacional de Guinea Equatorial (UNGE) de Malabo, i forma part de l'equip del Centre d'Estudis Afro-Hispànics (CEAH) de la Universitat Nacional d'Educació a Distància (UNED). En l'actualitat està estudiant un doctorat a la Universitat de Salamanca, investigant sobre gènere i igualtat. Ha escrit sobre com es visualitza la vida de les dones en l'Àfrica de parla espanyola des de perspectives postcolonials i africanes.

## Obra
Ha col·laborat en nombroses publicacions, i és l'autora de diverses novel·les: Herencia de bindendee (Ediciones del Auge, 2016), La bastarda (Flores Raras, 2016), La albina del dinero (2017), Las mujeres hablan mucho y mal (Sial Casa de África, 2018), Yo no quería ser madre (Editorial Egales, 2018) i Allí abajo de las mujeres (Ediciones Wanafrica, 2019; un llibre de relats), aquestes dues últimes sobre els abusos i maltractaments que pateixen les dones que s'atreveixen a qüestionar la tradició, tal com va fer ella.
Tota la seva obra tracta els temes dels drets de les dones, el gènere i la sexualitat; d'ella s'ha dit que és una de les escriptores més valentes, a causa de la confrontació que fa d'aquests temes. Alhora, denuncia l'opressió heteropatriarcal de les dones fang. Les seves novel·les també tracten sobre el llegat de la colonització espanyola a l'Àfrica, i Obono és experta en la història de la "Guinea espanyola". La seva obra aporta una contribució important a les cultures atlàntiques africanes negres de parla espanyola.

## Activisme LGBTIQ+
Obono és oberta sobre qüestions de drets humans del col·lectiu LGBTIQ+ a Guinea Equatorial. Utilitza la seva obra literària com a activisme creant personatges LGBTIQ+ i proporcionant, així, representació per a altres persones que no siguin heterosexuals. Ha escrit sobre els tabús que signifiquen que l'homosexualitat no es tracti al seu país. L'escriptora s'identifica com a bisexual.

## Reconeixement
- 2018: Premi Internacional de Literatures Africanes Justo Bolekia Boleká per la seva obra Las mujeres hablan mucho y mal[19]
- 2019: Premi GLLI (Global Literature in Libraries Initiative), iniciativa del món editorial anglosaxó per a la difusió de les obres traduïdes a l'anglès, per la seva obra La bastarda[20][21]
- 2019: Premi Dona Ideal de Guinea Equatorial[22]

L'any 2019 també va ser reconeguda per l'Organització Most Influential People of African Descent com una de les lideresses afrodescendents més influents del món.